# Copa de Malaui
La Copa de Malaui, conocido como Standard Bank FAM Cup por razones de patrocinio, es el segundo torneo de fútbol más importante de Malaui, se disputa desde 2005 y es organizado por la Asociación de Fútbol de Malaui.
El equipo campeón obtiene la clasificación a la Copa Confederación de la CAF.

## Palmarés
| Temporada | Campeón             | Resultado        | Finalista           |
| --------- | ------------------- | ---------------- | ------------------- |
| 2005      | MTL Wanderers       | 1 - 1 (5-3 pen.) | ADMARC Tigers       |
| 2006      | No disputada        | No disputada     | No disputada        |
| 2007      | Silver Strikers FC  | 1 - 0            | ESCOM United FC     |
| 2008      | Moyale Barracks FC  | 1 - 1 (5-4 pen.) | Big Bullets FC      |
| 2009      | Tigers FC           | 0 - 0 (7-6 pen.) | CIVO United FC      |
| 2010      | Moyale Barracks FC  | 0 - 0 (5-3 pen.) | CIVO United FC      |
| 2011      | Blue Eagles FC      | 2 - 1            | Moyale Barracks FC  |
| 2012      | Mighty Wanderers FC | 2 - 0            | Silver Strikers FC  |
| 2013      | Mighty Wanderers FC | 1 - 0            | Silver Strikers FC  |
| 2014      | Silver Strikers FC  | 1 - 0            | Tigers FC           |
| 2015      | CIVO United FC      | 1 - 0            | Mighty Wanderers FC |
| 2016      | Mighty Wanderers FC | 0 - 0 (4-3 pen.) | Kamuzu Barracks FC  |
| 2017      | Kamuzu Barracks FC  | 1 - 0            | Moyale Barracks FC  |
| 2018      | Mighty Wanderers FC | 3 - 2            | Silver Strikers FC  |
| 2019      | Blue Eagles FC      | 1 - 1 (4-2 pen.) | Kamuzu Barracks FC  |

## Títulos por club
| Club                      | Ciudad   | Campeón | Subcampeón | Años Campeón                 |
| ------------------------- | -------- | ------- | ---------- | ---------------------------- |
| Mighty Wanderers FC (MTL) | Blantyre | 5       | 1          | 2005, 2012, 2013, 2016, 2018 |
| Silver Strikers FC        | Lilongüe | 2       | 2          | 2007, 2014                   |
| Moyale Barracks FC        | Mzuzu    | 2       | 2          | 2008, 2010                   |
| Blue Eagles FC            | Lilongüe | 2       | -          | 2011, 2019                   |
| Tigers FC                 | Blantyre | 1       | 2          | 2009                         |
| CIVO United FC            | Lilongüe | 1       | 2          | 2015                         |
| Kamuzu Barracks FC        | Mzuzu    | 1       | 2          | 2017                         |
| ESCOM United FC           | Blantyre | -       | 1          | -----                        |
| Bullets FC                | Blantyre | -       | 1          | -----                        |